# Onthophagus trungboensis
Onthophagus trungboensis är en skalbaggsart som beskrevs av Kabakov 1983. Onthophagus trungboensis ingår i släktet Onthophagus och familjen bladhorningar. Inga underarter finns listade i Catalogue of Life.